# Avro 530
Avro 530 là một loại máy bay tiêm kích hai tầng cánh của Anh thiết kế năm 1916, nhằm cạnh tranh với loại Bristol F.2A.

## Tính năng kỹ chiến thuật
Đặc điểm tổng quát
- Kíp lái: 1
- Chiều dài: 28 ft 6 in (8,69 m)
- Sải cánh: 36 ft 0 in (10,97 m)
- Chiều cao: 9 ft 7 in (2,92 m)
- Diện tích cánh: 325,5 ft² (30,23m²)
- Trọng lượng rỗng: 1.695 lb (769 kg)
- Trọng lượng có tải: 2.680 lb (1.216 kg)
- Động cơ: 1 × Hispano-Suiza 8Bd, 200 hp (149 kW)

 Hiệu suất bay 
- Vận tốc cực đại: 114 mph (183 km/h) 102 mph (164 km/h) trên độ cao 10.000 ft (3.050 m)
- Thời gian bay: 4 giờ

Trang bị vũ khí

- Súng: *1 × Súng máy Vickers.303 in (7,7 mm)
- 1 × Súng máy Lewis.303 in (7,7 mm)